# Maricopa Colony
Maricopa Colony est une census-designated place du comté de Maricopa, dans l'État de l'Arizona, aux États-Unis. En 2020, elle compte une population de 854 habitants.